# هوارد ماير براون
هوارد ماير براون (بالإنجليزية: Howard Mayer Brown)‏ هو عالم موسيقى أمريكي، ولد في 13 أبريل 1930 في لوس أنجلوس في الولايات المتحدة، وتوفي في 20 فبراير 1993 في البندقية في إيطاليا.

## وصلات خارجية
- هوارد ماير براون على موقع ميوزك برينز (الإنجليزية)